# 正铁肌红蛋白
正铁肌红蛋白（英語：Metmyoglobin）或译为高铁肌红蛋白，是负责搬送氧气的肌红蛋白(Mb)中的Fe(II)离子被氧化的产物。
在生命体中，由于存在辅酶NADH与细胞色素b4的还原作用，正铁肌红蛋白中的三价铁离子总是能被还原以保证肌红蛋白的活性，所以生命体中的正铁肌红蛋白含量极低。在机体死亡后这一自范机制失效，导致茶褐色的正铁肌红蛋白堆积，这也是肉类久置变色的原因。